# Ilja Fjodorovič Černozubov
Ilja Fjodorovič Černozubov (rusko Илья Фёдорович Чернозубов), ruski general, * 1765, † 1821.
Bil je eden izmed pomembnejših generalov, ki so se borili med Napoleonovo invazijo na Rusijo; posledično je bil njegov portret dodan v Vojaško galerijo Zimskega dvorca.

## Življenje
10. junija 1777 je vstopil v kozaško enoto in bil 2. julija 1783 povišan v sotnika. Sodeloval je v bitkah proti Francozom (1788-90) in proti Poljakom (1794). 2. julija 1799 je bil povišan v polkovnika.
Leta 1801 je sodeloval v kampanji proti Orenburgu. Ponovno se je bojeval proti Francozom v kampanji leta 1806-07 ter v veliki patriotski vojni. 18. julija 1813 je bil povišan v generalmajorja. 
Upokojil se je 23. decembra 1819.